# Genija Rykova

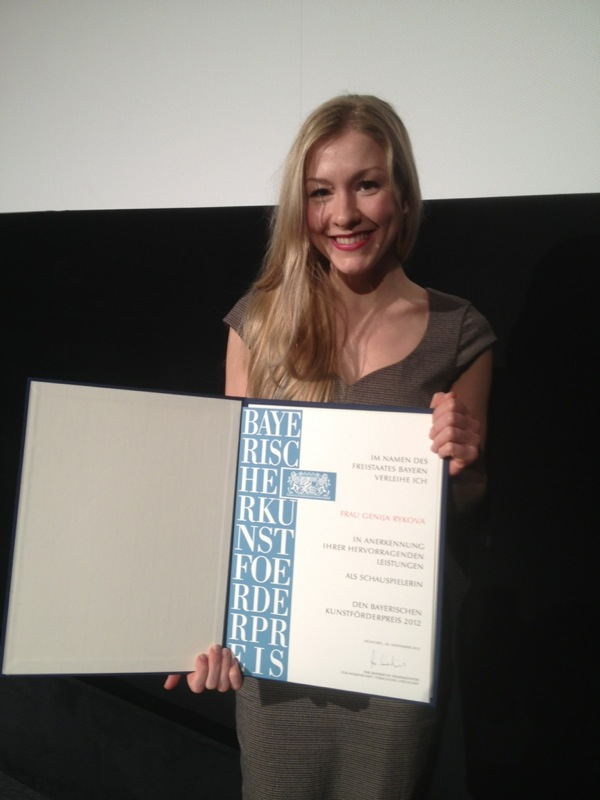
Genija Rykova (2012)

Genija Rykova (* 19. Januar 1986 in Irkutsk, Sowjetunion) ist eine deutsche Schauspielerin und Sängerin.

## Leben
Genija Rykova, die Deutsch und Russisch als Muttersprache spricht, kam als Kind mit ihren Eltern aus Sibirien nach München. Die Tochter eines Künstlers und einer Physiotherapeutin besuchte dort zunächst bis zur 6. Klasse die Waldorfschule. Durch die Bühnenbildner-Tätigkeit ihres Vaters an den Münchner Kammerspielen entdeckte sie früh ihre Faszination für das Theater. Nach dem Fachabitur an der Rainer-Werner-Fassbinder-Fachoberschule bestand sie 2008 die Aufnahmeprüfung der Bayerischen Theaterakademie August Everding, wo sie neben ihren schauspielerischen Fähigkeiten auch durch ihre gesangliche Begabung auffiel. So erhielt sie ein Stipendium der Studienstiftung des Deutschen Volkes und wurde noch während des Studiums 2011 an die Münchner Kammerspiele engagiert, wo sie unter der Regie von Stefan Pucher, neben Brigitte Hobmeier und Wolfgang Pregler, im Satansbraten zu sehen war. Die Inszenierung war 2012 für den Nestroy-Preis nominiert.
Nach ihrem Diplom 2012 wurde Genija Rykova von Martin Kušej an das Münchner Residenztheater engagiert, wo sie als festes Ensemblemitglied bis zur Spielzeit 2018/19 u. a. mit Dimiter Gotscheff, Calixto Bieito, Marius von Mayenburg, Jürgen Kuttner, Martin Kušej, David Bösch, Thomas Birkmeir, Ivica Buljan und Mateja Koležnik zusammenarbeitete. Seit 2019 ist sie Ensemblemitglied an der Schaubühne am Lehniner Platz in Berlin.
Neben ihrer Tätigkeit als Theaterschauspielerin ist Genija Rykova aus Filmen wie Schlussmacher von Matthias Schweighöfer, Die Hebamme 2, diversen Tatorten und der Serie Servus Baby bekannt.
Seit 2015 tourt Genija Rykova & Band mit zwei unterschiedlichen Jazzprogrammen durch Deutschland: „Die Klischewetzkis – Jazz trifft auf russische Nostalgie“ und „Woman's World“ – eine Hommage an bedeutende Jazz-Sängerinnen des 20. Jahrhunderts.
Vertreten wird Rykova von der Schauspielagentur above the line.

## Filmografie
- 2010: Lieben (Kino), Regie: Michael Ballhaus, HFF München
- 2012: Der Cop und der Snob – Die Clique (Fernsehserie), Regie: Holger Haase, SAT 1
- 2013: Schlussmacher (Kino), Regie: Matthias Schweighöfer
- 2013: Paradies 505. Ein Niederbayernkrimi (Fernsehfilm), Regie: Max Färberböck
- 2013: Zweisitzrakete (Kino), Regie:  Hans Hofer
- 2013: CupBabes (Internet-Pilotserie), Regie: Felix Bärwald
- 2014: Tatort: Alle meine Jungs (Filmreihe), Regie: Florian Baxmeyer
- 2014: Zarnitsa (Kurzfilm), Regie: Khaled Kaissar
- 2014: Zement von Heiner Müller (TV-Aufzeichnung einer Theaterinszenierung)
- 2015: Tatort: Der Himmel ist ein Platz auf Erden, Regie: Max Färberböck
- 2015: Rico, Oskar und das Herzgebreche (Kino), Regie: Wolfgang Groos
- 2016: Die Hebamme 2 (Fernsehfilm), Regie: Hannu Salonen, SAT 1
- 2016: München Mord – Kein Mensch, kein Problem (Fernsehfilm), Regie: Alexander Dierbach, ZDF
- 2017: Tatort: Die Liebe, ein seltsames Spiel, Regie: Rainer Kaufmann
- 2017: Luna (Kino), Regie: Khaled Kaissar
- 2018: Tatort: Ich töte niemand (Fernsehfilm), Regie: Max Färberböck
- 2018: Wilsberg – Die Nadel im Müllhaufen, Regie: Martin Enlen, ZDF
- 2018 Holy Moms (Kino), Regie: Johanna Thalmann
- Seit 2018: Servus Baby, Regie: Natalie Spinell (Fernsehserie)
- 2019: Tatort: Die ewige Welle, Regie: Andreas Kleinert
- 2019: Play (Fernsehfilm), Regie: Philip Koch, ARD
- 2019: Eine ganz heiße Nummer 2.0 (Kino), Regie: Rainer Kaufmann
- 2019: Kommissarin Lucas – Tote Erde, Regie: Sabine Bernardi, ZDF
- 2019: Schwarzach 23 und das mörderische Ich (Fernsehfilm), Regie: Matthias Tiefenbacher, ZDF
- 2020: Lang lebe die Königin (Fernsehfilm), Regie: Richard Huber, ARD
- 2021: Friesland: Haifischbecken
- 2023: Vorübergehend glücklich (Fernsehfilm), Regie: Christine Rogoll, ARD

## Theater (Auswahl)

### Metropoltheater München
- 2010: Woyzeck (als Ausruferin). Von Georg Büchner in einer Musikfassung von Tom Waits. Inszenierung:Jochen Schölch
- 2025: Kurzschluß (als Neta). Von Noa Lazar-Keinan. Inszenierung: Philipp Moschitz

### Münchner Kammerspiele
- 2011: Satansbraten von R. W. Fassbinder – Erika / Fr. v. Witzleben / Lana – Regie Stefan Pucher (Münchner Kammerspiele)

### Residenztheater München (Bayerisches Staatsschauspiel)
- 2012: Call Me God von Gian Maria Cervo, Marius von Mayenburg, Albert Ostermaier und Rafael Spregelburd – Regie M. v. Mayenburg (Marstalltheater)
- 2012: Lola Montez von Peter Kreuder – Lola Montez – Regie: Jürgen Kuttner und Tom Kühnel (Cuvilliés-Theater)
- 2013: Zement von Heiner Müller – Polja Mechowa – Regie: Dimiter Gotscheff (Residenztheater)
- 2013: Leonce und Lena von Georg Büchner – Lena – Regie Calixto Bieito (Residenztheater)
- 2013: Bunbury oder Von der Notwendigkeit, ernst zu sein von Oscar Wilde – Cecily Cardew – Regie Marius von Mayenburg (Cuvilliés-Theater)
- 2014: Phosphoros von Nis-Momme Stockmann – Marlene – Regie Anne Lenk (Marstalltheater)
- 2014: Taken from Real Life nach Fausts Homunculus – Genie in the Bottle – Regie: Gregor Tureček (Marstalltheater)
- 2014: Wir sind Gefangene von Oskar Maria Graf – Maurus – Regie Robert Gerloff (Marstalltheater)
- 2014: Peer Gynt von Henrik Ibsen – Solveig – Regie David Bösch (Residenztheater)
- 2015: Gefährliche Liebschaften von Christopher Hampton nach Choderlos de Laclos – Mme. de Tourvel – Regie Katrine Wiedemann (Cuvilliés-Theater)
- 2015: Sing mal was auf Russisch – die Klischewetzkis Russischer Liederabend von Rykova (Marstalltheater)
- 2015: Das Nest von Franz Xaver Kroetz – Martha – Regie Julia Prechsl (Marstalltheater)
- 2015: Pinocchio von Carlo Collodi – Fee – Regie Thomas Birkmeir (Residenztheater)
- 2016: Das Chamäleon: wer „ich“ sagt, lügt schonmal von Jürgen Kuttner – Regie Jürgen Kuttner (Marstalltheater)
- 2016: Nora oder Ein Puppenheim von Henrik Ibsen – Nora – Regie Mateja Koležnik (Cuvilliés-Theater)
- 2016: Iwanow von Anton Tschechow – Sascha – Regie Martin Kušej (Residenztheater)
- 2016: Der Schweinestall von Pier Paolo Pasolini – Ida – Regie: Ivica Buljan (Marstalltheater)
- 2017: Zuhause im Zoo von Edward Albee – Ann – Regie Alexander Krieger (Marstalltheater)
- 2018: Der Nackte Wahnsinn von Michael Freyn – Vicky – Regie Martin Kušej (Residenztheater)

### Burgtheater Wien
- 2018: Der Nackte Wahnsinn von Michael Freyn – Vicky – Regie Martin Kušej (Übernahme vom Residenztheater München)

### Salzburger Festspiele
- 2019: Sommergäste von Maxim Gorki – Warwara Michailowna – Regie Evgeny Titov

### Schaubühne am Lehniner Platz (Berlin)
- 2020 Die Affen von Marius von Mayenburg (Schaubühne am Lehniner Platz)
- 2020 Michael Kohlhaas von Heinrich von Kleist – Regie: Simon McBurney  (Schaubühne am Lehniner Platz)
- 2021 reden über sex von Maja Zade – Regie: Marius von Mayenburg (Schaubühne am Lehniner Platz)
- 2021 Ein Volksfeind von Henrik Ibsen – Regie: Thomas Ostermeier (Schaubühne am Lehniner Platz)
- 2021 Nachtland von Marius von Mayenburg (Schaubühne am Lehniner Platz)
- 2023 House of Dance von Tina Satter (Schaubühne am Lehniner Platz)

## Auszeichnungen
- 2011: 29. Bayerische Theatertage Bamberg 2011: Ensemble-Preis für „Beste künstlerische Gesamtleistung“ für „Woyzeck“ | Regie Jochen Schölch
- 2011: Self Made Shorties-Festival: 3. Platz
- 2012: Bayerischer Kunstförderpreis: Kategorie „Darstellende Kunst“
- 2016: Kurt-Meisel-Preis: Förderpreis für junge Theatertalente
- 2018: AZ-Stern des Jahres: Kategorie „Schauspielerin“[4]